# Всесвіт Marvel
Всесвіт Marvel (англ. Marvel Universe) — це вигаданий всесвіт, у якому відбуваються події та сюжети більшості американських коміксів та деяких інших засобів масової медіа, опублікованих Marvel Entertainment. Команди супергероїв, такі як: Месники, Люди Ікс, Фантастична четвірка, Вартові галактики, Захисники, Нелюди; та інші супергерої Marvel, які живуть у цьому всесвіті: Людина-павук, Капітан Америка, Залізна людина, Тор, Шибайголова, Галк, Росомаха, Каратель, Місячний лицар, Дедпул, Блейд, Примарний вершник, Доктор Стрендж та багато інших.
Всесвіт Marvel також зображується як "мультивсесвіт", який охоплюває тисячі окремих всесвітів, усі з яких є творіннями коміксів Marvel і усі з яких у певному сенсі є "всесвітами Marvel". У цьому контексті "Всесвіт Marvel" заведено називати основною хронологією коміксів Marvel, що знана як Земля-616 або нині як Earth Prime.

## Історія
Хоча концепція загального всесвіту не була новою або унікальною для коміксів в 1961 році, письменник/редактор Стен Лі разом з кількома художниками, включаючи Джека Кірбі і Стіва Дітко, створив декілька серій, події яких мали наслідки вже в інших серіях, а пов'язані сюжети мали змогу показати контакт різних персонажів. Головні персонажі з одної серії мали змогу робити камею або другорядну роль в інших. В результаті, багато героїв зібралися у команду, відому як "Месники". Це був не перший раз, коли персонажі Marvel взаємодіяли один з одним — Немор і оригінальний Людина смолоскип були суперниками, коли видавництво Marvel ще мало назву Timely Comics. Всесвіт Marvel також відрізнявся встановленням своїх центральних серій у Нью-Йорку; на відміну від багатьох героїв DC, які живуть у вигаданих містах. Були вжиті заходи, щоб зобразити місто і світ як можна реалістичніше з присутністю надлюдей, які впливають на звичайних громадян різними способами.